# 러브 스파이
《러브 스파이》(Gli occhi dell'amore)은 2005년에 개봉한 이탈리아의 영화이다.

## 한국판 성우진(KBS)
- 이규화 - 아르투로(지울리오 바스)
- 문선희 - 엘레나(안나 팰치)
- 송도영 - 미키(미카엘라 라마초티)
- 임수아 - 올가
- 이향숙 - 미나
- 김관진 - 필립뽀(루카 라이오넬로)
- 은미 - 로싸나
- 김정애 - 다비데
- 노민 - 존스(렌조 리날리)
- 이윤선 - 비르질리오
- 이장원 - 장몰아비
- 최병상 - 빼빼일꾼